# Apama II
Pour les articles homonymes, voir Apama.
Apama II est une princesse séleucide, née vers 292 av. J.-C., morte vers 249.

## Biographie
Fille d'Antiochos Ier et de Stratonice Ire, elle épouse Magas, roi de Cyrène. Elle aurait alors porté le nom d'Arsinoé plus conforme aux traditions lagides. À la mort de celui-ci en 250 av. J.-C., et afin d'éviter que la Cyrénaïque ne retourne dans le royaume d’Égypte, elle appelle son neveu Démétrios Kallos, fils de Démétrios Poliorcète, pour qu'il épouse sa fille Bérénice II ; mais celle-ci le fait assassiner vers 249, lorsqu'elle découvre qu'il est devenu l'amant d'Apama.